# Oscar Ferdinand Peschel
Oscar Ferdinand Peschel (Dresden, 17 de março de 1826 – Leipzig, 13 de agosto de 1875) foi um geógrafo e antropólogo alemão.

## Formação e carreira
Filho de um oficial e professor da escola militar local, Peschel estudou direito de 1845 a 1848 em Leipzig e Heidelberg. Em 1850 juntou-se à equipe editorial do Augsburger Allgemeine Zeitung. Em 1854 assumiu o cargo de redator da revista Das Ausland, onde continuou até o final de março de 1871.
Em 1871 tornou-se professor titular da recém criada cátedra de geografia da Universidade de Leipzig. Esta é portanto a quarta mais antiga cátedra de geografia da Alemanha, depois das universidades de Berlim, Göttingen e Bonn.
Peschel foi em 1858 membro correspondente da Academia de Ciências da Baviera. Pouco antes de sua morte foi eleito membro ordinário da Academia de Ciências da Saxônia.

## Classificação racial
Peschel é mais lembrado por seu livro The Races of Man: and their geographical distribution (1876), que classifica o homem em sete raças: australoides, (papuanos), (melanésios), (mongoleses), dravidianos, bosquímanos (khoisan), negroides e mediterrâneos (caucasianos - a raça em si é dividida por Peschel nas famílias hamita, semita e indo-europeia).

## Publicações selecionadas
- Geschichte des Zeitalters der Entdeckungen, 1858 - History of the eras of discovery.
- Geschichte der erdkunde, 1865 - History of geography.
- Neue Probleme der vergleichenden Erdkunde als versuch einer Morphologie de Erdoberfläche, 1870 - New problems of comparative geography in regards to the morphology of the earth's surface.
- Völkerkunde, 1874 - Ethnology.
- "The races of man : and their geographical distribution", 1876.
- Abhandlungen zur Erd- und Völkerkunde, 1877 - On geography and ethnology.[5]

## Legado
A ilha Peschel no arquipélago de Svalbard é denominada em sua memória.